# Argyll and Bute
Argyll and Bute is een raadsgebied (council area) in het westen van Schotland met een oppervlakte van bijna 7000 km². Tevens is het een lieutenancy area.

## Plaatsen
| - Achahoish - Airdeny - Appin - Arden - Ardfern - Ardlui - Ardrishaig - Arduaine - Arrochar - Bellochantuy - Bonawe - Bowmore - Cairndow - Cardross - Carradale - Cairnbaan - Campbeltown - Colgrain - Colintraive - Connel - Coulport - Cove - Craighouse - Craignure - Craobh Haven - Crinan - Dalavich - Dalmally - Druimdrishaig - Drumlemble |  | - Dunbeg - Dunoon - Ford - Furnace - Garelochhead - Geilston - Glenbarr - Grogport - Helensburgh - Innellan - Inveraray - Kilberry - Kilcreggan - Kilmadan - Kilmartin - Kilmun - Kilmelford - Lochawe - Lochgair - Lochgilphead - Lochgoilhead - Luss - Machrihanish - Minard - Oban - Ormsary - Otter Ferry - Peninver - Portavadie - Port Askaig |  | - Port Bannatyne - Port Charlotte - Port Ellen - Portincaple - Portnahaven - Portkil - Rahane - Rhu - Rosneath - Rothesay - Saddell - Sandbank - Shandon - Skipness - Southend - Stewarton - Strachur - Succoth (Schotland)\|Succoth - Tarbert - Tarbett - Tayinloan - Taynuilt - Tayvallich - Tighnabruaich - Tobermory - Torinturk - Toward - Whistlefield - Whitehouse |

## Bezienswaardigheden
- Ardchattan Priory
- Aros Castle op Mull
- Barcaldine Castle
- Benmore Botanic Garden
- Bonawe Iron Furnace
- Campbeltown Cross
- Castle Sween
- Crinan Canal
- Craighouse Parish Church en het nabijgelegen Kilearnadil op Jura
- Duart Castle op Mull
- Dunollie Castle
- Dunstaffnage Castle
- Dunyvaig Castle op Islay
- Finlaggan op Islay
- Inchkenneth Chapel op Inch Kenneth nabij Mull
- Iona Abbey op Iona
- Iona Nunnery op Iona
- Rothesay Castle op Bute
- Keills Chapel
- Kilarrow Parish Church op Islay
- Kilberry Sculptured Stones
- Kilchoman Old Parish Church en het Kilchoman Cross op Islay
- Kilchurn Castle
- Kildalton Church en het Kildalton Cross op Islay
- Kildonan Dun
- Kilmartin Glen
- Kilmodan Sculptured Stones
- Kilmory Knap Chapel
- Kilnave Chapel en het Kilnave Cross op Islay
- Kirkton Chapel met de Craignish Sculptured Stones
- Nationaal park Loch Lomond en de Trossachs met Loch Lomond
- Old Castle Lachlan
- Saddell Abbey
- Skipness Castle en Skipness Chapel
- St Blane's Church op Bute
- St Moluag's Cathedral op Lismore
- Tarbert Castle
- Tirefour Broch op Lismore

Aberdeen · Aberdeenshire · Angus · Argyll and Bute · City of Edinburgh · Clackmannanshire · Dumfries and Galloway · Dundee City · East Ayrshire · East Dunbartonshire · East Lothian · East Renfrewshire · Falkirk · Fife · Glasgow City · Highland · Inverclyde · Midlothian · Moray · Na h-Eileanan Siar (Buiten-Hebriden) · North Ayrshire · North Lanarkshire · Orkney Islands · Perth and Kinross · Renfrewshire · Scottish Borders · Shetland Islands · South Ayrshire · South Lanarkshire · Stirling · West Dunbartonshire · West Lothian
Zie ook: lieutenancy areas, de vroegere regio's en graafschappen